# Jonas Tahuaitu
Jonas Tahuaitu, né le 16 août 1944 à Papearii, est un homme politique français.
Il est élu député lors des législatives de 2012 dans la 2e circonscription de la Polynésie française.
Il est aussi 1er adjoint au maire de Teva I Uta.